# Hermann-Kuchen
Der Hermann-Kuchen ist eine Art Brot oder Kuchen, der aus einem Sauerteigansatz auf Weizenbasis hergestellt wird und oft ähnlich wie ein Kettenbrief weitergegeben wird, denn ein Teil des angesetzten Teiges wird traditionell zusammen mit einer Anleitung an Freunde oder Verwandte weitergegeben. Der Sauerteigansatz ist ein Ersatz für Backhefe und kann zur Herstellung vieler Arten von Brot auf Hefebasis verwendet, mit Freunden geteilt oder zur späteren Verwendung eingefroren werden. Hermann-Kuchen beinhaltet eine beträchtliche Menge Zucker und Pflanzenöl und hat ein mildes Zimtaroma. Er weist Merkmale von Pound Cake und Kaffeekuchen auf.
Ein Ansatz zum Teilen des Teiges ist es, ein Viertel des Teiges für sich zu behalten, um einen neuen Zyklus zu beginnen, die Hälfte zu verschenken und aus dem letzten Viertel den Kuchen zu backen.

## Sauerteigansatz
Das Herstellen eines Sauerteigansatzes für Hermann-Kuchen dauert ca. 10 Tage. In diesen 10 Tagen wird der Teig "gefüttert", also ab und zu mit weiteren Zutaten versehen und umgerührt. Danach kann er geteilt und zum Backen verwendet werden.